# Avraham Fahn
Avraham Fahn (Hebreo:אברהם פאהן Viena, 8 de agosto de 1916, - 19 de febrero de 2012) fue un botánico israelí, y profesor de la Universidad Hebrea de Jerusalén.

## Biografía
Nació en 1916 en Viena, Austria. Emigró al Mandato de Palestina y estudió en la Universidad Hebrea de Jerusalén, recibiendo un doctorado en 1948. En 1952, se unió a la facultad de la Universidad Hebrea, dando conferencias en botánica.
De 1952 a 1953, fue un investigador de la Universidad de Cambridge y en 1956 en la Universidad de Harvard. Se convirtió en profesor asociado en la Universidad Hebrea en 1960 y profesor titular en 1965, siendo decano de la Facultad de 1964 a 1966 y pro-rector de 1969 a 1970.
A raíz de la Guerra de los Seis Días en 1967, asistió en la restauración de los jardines botánicos en Monte Scopus el campus de la Universidad. También se desempeñó durante muchos años como jefe del Departamento de la Volcani Instituto Volcani de Investigaciones Agropecuarias y Forestal. Se retiró en 1985. Sus libros en anatomía vegetal son la fuente de los conocimientos básicos en muchas citas en estudios académicos.

## Algunas publicaciones
- Textos de Fahn en WorldCat

## Honores

### Galardones
- 1963: premio Israel, en ciencias de la vida.[2]
- 1995 a 1999: vicepresidente de International Association of Botanists.
- La abreviatura «Fahn» se emplea para indicar a Avraham Fahn como autoridad en la descripción y clasificación científica de los vegetales.[3]